# Sortosville-en-Beaumont
Ne doit pas être confondu avec Sortosville.
Sortosville-en-Beaumont est une commune française du département de la Manche en région Normandie, peuplée de 302 habitants.

## Géographie
La commune, située sur la Côte des Isles, est à l'ouest de la péninsule du Cotentin. Son hameau principal, le Hameau Costard, est à 6,5 km au nord-est de Barneville-Carteret, à 9,5 km au sud-ouest de Bricquebec, à 16 km au sud-est des Pieux et à 18 km au nord-ouest de Saint-Sauveur-le-Vicomte.
| Bricquebec-en-Cotentin, Sénoville | Bricquebec-en-Cotentin    | Bricquebec-en-Cotentin    |
| Les Moitiers-d'Allonne            | Sortosville-en-Beaumont   | Saint-Pierre-d'Arthéglise |
| La Haye-d'Ectot                   | Saint-Maurice-en-Cotentin | Saint-Pierre-d'Arthéglise |

### Hydrographie
La commune est située dans le bassin Seine-Normandie. Elle est drainée par la Scye, le Coisel, le cours d'eau 01 de la commune de Sortosville-en-Beaumont, le cours d'eau 01 du Croisel, le ruisseau du Moulin Chuquet, le ruisseau du Renon et un autre petit cours d'eau,.
La Scye, d'une longueur de 27 km, prend sa source dans la commune de Pierreville et se jette dans la Douve en limite de Néhou et de Bricquebec-en-Cotentin, après avoir traversé huit communes. 

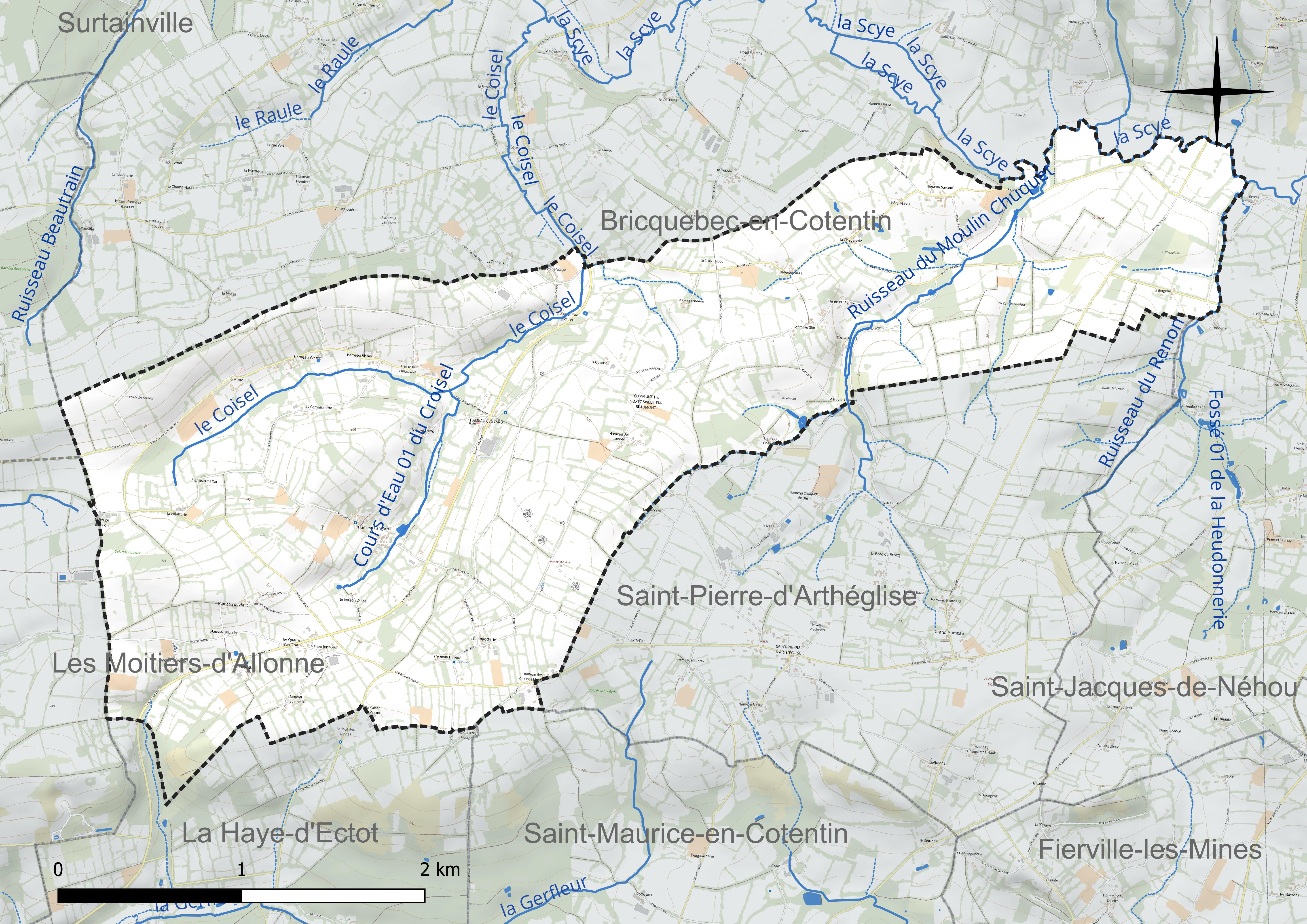
Réseau hydrographique de Sortosville-en-Beaumont.

### Climat
Pour des articles plus généraux, voir Climat de la Normandie et Climat de la Manche.
En 2010, le climat de la commune est de type climat océanique franc, selon une étude du CNRS s'appuyant sur une série de données couvrant la période 1971-2000. En 2020, Météo-France publie une typologie des climats de la France métropolitaine dans laquelle la commune est exposée à un climat océanique et est dans la région climatique  Normandie (Cotentin, Orne), caractérisée par une pluviométrie relativement élevée (850 mm/a) et un été frais (15,5 °C) et venté. Parallèlement le GIEC normand, un groupe régional d’experts sur le climat, différencie quant à lui, dans une étude de 2020, trois grands types de climats pour la région Normandie, nuancés à une échelle plus fine par les facteurs géographiques locaux. La commune est, selon ce zonage, exposée à un « climat maritime », correspondant au Cotentin et à l'ouest du département de la Manche, frais, humide et pluvieux, où les contrastes pluviométrique et thermique sont parfois très prononcés en quelques kilomètres quand le relief est marqué.
Pour la période 1971-2000, la température annuelle moyenne est de 10,8 °C, avec une amplitude thermique annuelle de 11 °C. Le cumul annuel moyen de précipitations est de 1 012 mm, avec 14,6 jours de précipitations en janvier et 8,5 jours en juillet. Pour la période 1991-2020, la température moyenne annuelle observée sur la station météorologique la plus proche, située sur la commune de Cherbourg-en-Cotentin à 25 km à vol d'oiseau, est de 12,1 °C et le cumul annuel moyen de précipitations est de 963,9 mm,. Pour l'avenir, les paramètres climatiques de la commune estimés pour 2050 selon différents scénarios d’émission de gaz à effet de serre sont consultables sur un site dédié publié par Météo-France en novembre 2022.

## Urbanisme

### Typologie
Au 1er janvier 2024, Sortosville-en-Beaumont est catégorisée commune rurale à habitat très dispersé, selon la nouvelle grille communale de densité à sept niveaux définie par l'Insee en 2022.
Elle est située hors unité urbaine et hors attraction des villes,.

### Occupation des sols
L'occupation des sols de la commune, telle qu'elle ressort de la base de données européenne d’occupation biophysique des sols Corine Land Cover (CLC), est marquée par l'importance des territoires agricoles (100 % en 2018), une proportion identique à celle de 1990 (100 %).
La répartition détaillée en 2018 est la suivante : prairies (56,8 %), zones agricoles hétérogènes (32 %), terres arables (11,2 %).

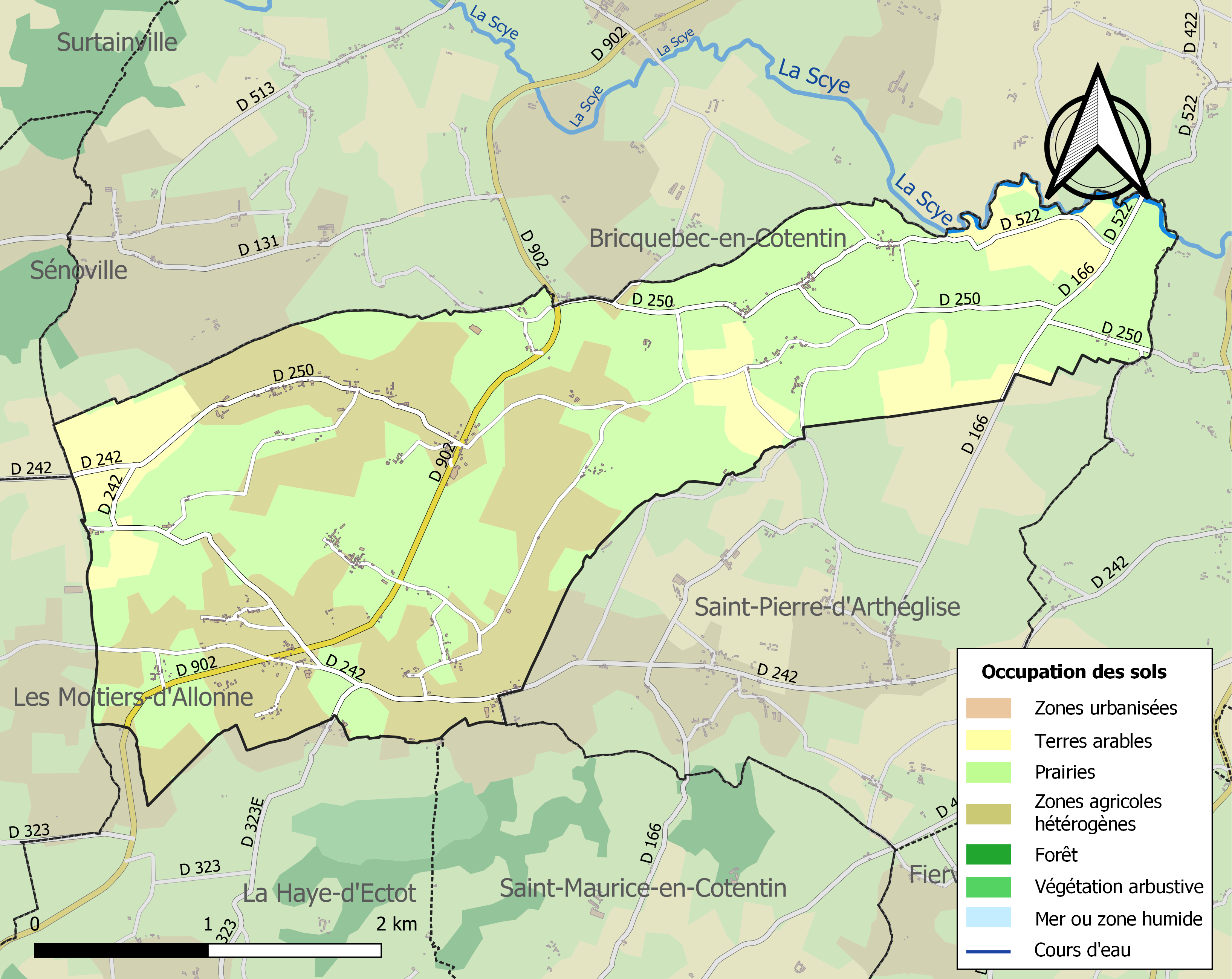
Carte des infrastructures et de l'occupation des sols de la commune en 2018 (CLC).

L'évolution de l’occupation des sols de la commune et de ses infrastructures peut être observée sur les différentes représentations cartographiques du territoire : la carte de Cassini (XVIIIe siècle), la carte d'état-major (1820-1866) et les cartes ou photos aériennes de l'IGN pour la période actuelle (1950 à aujourd'hui).

### Voies de communication et transports
Sortosville est située sur l'axe Barneville-Carteret - Bricquebec.

## Toponymie
Le nom de la localité est attesté sous les formes Sorthoovilla vers 1150, Sorteovilla vers 1175, Sortouvilla vers 1280, Sortosville Beaumont en 1793, Sortoville-en-Beaumont en 1801.
Sortosville tirerait son nom de l'anthroponyme scandinave Svarthofdi (« tête noire »), suivi de l'appellatif toponymique fréquent -ville au sens ancien de « domaine rural ».
Beaumont, rappelle la « sergenterie de Beaumont » dans laquelle la paroisse de Sortosville était située.
Le gentilé est Sortosvillais.

## Histoire

### Moyen Âge
Des textes nous font connaître l'existence de deux vavassories situées à Fierville et qui relevaient de la seigneurie de Sortosville-en-Beaumont (1440), ainsi que de la vavassorie de Vouges à Sortosville-en-Beaumont.
La cure de la paroisse était divisée en deux ce qui impliquait d'avoir deux curés et leurs logements respectifs. En 1153, la paroisse a pour seigneur Geoffroi de Sortosville.

### Temps modernes
En 1559, Jacques Davy du Bois, grand bailli de Cotentin, était en possession de la seigneurie de Sortosville. Celle-ci fut revendue en 1663 à la famille Le Bel de Portbail.
À la charnière des XVIIe et XVIIIe siècles, c'est Charles-Robert Pitteboult (…1669-1704…), fils de François Pitteboult et de Charlotte Thomas, qui est seigneur de Sortosville, de Graffard, et pour partie de Saint-Georges-de-la-Rivière, et époux de Renée Le Cygne de Ponthierry, avec qui il eu Germaine (1681-), François qui suit, et Pierre.
François Pitteboult (° 6 septembre 1684), écuyer, sieur de Sortosville, et, également seigneur pour partie de Saint-Georges-de-la-Rivière, épousa sous le régime de la séparation de biens, Charlotte-Françoise du Saussey, dame de Barneville, veuve d'Antoine Bauquet († 1707), seigneur d'Huberville. Le 5 mai 1741, par devant Launoy, notaire à Sortosville-en-Beaumont, François fonde une rente de 250 livres à prendre sur ses biens de Sortosville pour la tenue d'une école, et se réserve le droit, à lui et ses successeurs, de désigner le prêtre maître d'école. François Pitteboult mort sans postérité est inhumé le 3 avril 1743 dans le chœur de l'église de Barneville. En 1718, c'est son frère Pierre Pitteboult (1685-1740) qui est seigneur de Sortosville, auquel succède son fils, Pierre-Georges-François-Robert Pitteboult (1712-1764), qui en rend aveu le 6 mai 1748.

### Époque contemporaine
Sur les hauteurs de Sortosville, pendant la Seconde Guerre mondiale, une station de radio-guidage Knickebein de la Luftwaffe (armée de l'air allemande) était installée. On peut aujourd'hui encore visiter ce site historique qui a joué un rôle important dans le déroulement de la guerre. Il est inscrit à l'Inventaire supplémentaire des monuments historiques depuis 1990[réf. nécessaire].

## Politique et administration
| Période                                                                                   | Période   | Identité                 | Étiquette | Qualité     |
| ----------------------------------------------------------------------------------------- | --------- | ------------------------ | --------- | ----------- |
|                                                                                           |           | François Hérauville      |           |             |
| 1800                                                                                      | 1816      | Pierre François Lucas    |           |             |
| 1816                                                                                      | 1816      | Pierre Le Fèvre          |           |             |
| 1816                                                                                      | 1836      | Jean François A. Heullin |           |             |
| 1936                                                                                      | 1936      | Pierre Lelubez           |           |             |
| 1837                                                                                      | 1865      | Jean Hérauville          |           |             |
| 1865                                                                                      | 1875      | Alexandre Lechevalier    |           |             |
| 1876                                                                                      | 1908      | Alexandre Desprez        |           |             |
| 1908                                                                                      | 1927      | Jean Desprez             |           |             |
| 1927                                                                                      | 1942      | Auguste Levavasseur      |           |             |
| 1942                                                                                      | 1965      | Émile Brien              |           |             |
| 1965                                                                                      | 1983      | Marcel Hamel             |           |             |
| 1983                                                                                      | mars 2001 | Gabrielle Levavasseur    | SE-DVD    |             |
| mars 2001                                                                                 | mars 2008 | Michel Lajoinie          | SE        |             |
| mars 2008                                                                                 | mai 2019  | Thierry Tardif           | SE        | Agriculteur |
| octobre 2019                                                                              | En cours  | Jacques Marguerie        | SE        |             |
| Une partie des données est issue d'une liste établie par Jean Pouëssel et Thierry Tardif. |           |                          |           |             |

Le conseil municipal est composé de onze membres dont le maire et deux adjoints.

## Démographie
L'évolution du nombre d'habitants est connue à travers les recensements de la population effectués dans la commune depuis 1793. Pour les communes de moins de 10 000 habitants, une enquête de recensement portant sur toute la population est réalisée tous les cinq ans, les populations de référence des années intermédiaires étant quant à elles estimées par interpolation ou extrapolation. Pour la commune, le premier recensement exhaustif entrant dans le cadre du nouveau dispositif a été réalisé en 2007.
En 2022, la commune comptait 302 habitants, en évolution de −4,43 % par rapport à 2016 (Manche : −0,31 %, France hors Mayotte : +2,11 %).
Sortosville-en-Beaumont a compté jusqu'à 611 habitants en 1821.
| 1793 | 1800 | 1806 | 1821 | 1831 | 1836 | 1841 | 1846 | 1851 |
| ---- | ---- | ---- | ---- | ---- | ---- | ---- | ---- | ---- |
| 513  | 420  | 593  | 611  | 605  | 531  | 557  | 532  | 536  |

| 1856 | 1861 | 1866 | 1872 | 1876 | 1881 | 1886 | 1891 | 1896 |
| ---- | ---- | ---- | ---- | ---- | ---- | ---- | ---- | ---- |
| 514  | 521  | 505  | 455  | 464  | 397  | 418  | 414  | 440  |

| 1901 | 1906 | 1911 | 1921 | 1926 | 1931 | 1936 | 1946 | 1954 |
| ---- | ---- | ---- | ---- | ---- | ---- | ---- | ---- | ---- |
| 437  | 398  | 400  | 360  | 400  | 357  | 418  | 387  | 421  |

| 1962 | 1968 | 1975 | 1982 | 1990 | 1999 | 2006 | 2007 | 2012 |
| ---- | ---- | ---- | ---- | ---- | ---- | ---- | ---- | ---- |
| 414  | 402  | 392  | 349  | 317  | 317  | 312  | 311  | 312  |

| 2017 | 2022 | - | - | - | - | - | - | - |
| ---- | ---- | - | - | - | - | - | - | - |
| 313  | 302  | - | - | - | - | - | - | - |

## Économie
À Sortosville-en-Beaumont, un parc, composé de cinq éoliennes, fonctionne depuis le 1er juillet 2004. La Centrale éolienne de production d'énergie du Cotentin en est la société d'exploitation.
Le parc est raccordé au réseau, à un poste situé à 12,5 km du site.
Une étude faunistique a été réalisée et a porté sur les insectes, les batraciens, les mammifères et l'avifaune du site, elle n'a rien révélé de particulier. Pour rendre à ce lieu son aspect antérieur, l'ensemble des parcelles sont reconditionnées afin que les agriculteurs locaux puissent les utiliser pour le pâturage des animaux, comme avant l'installation des machines. Par ailleurs, les communes de Sortosville-en Beaumont et Saint-Pierre-d'Arthéglise travaillent sur la mise en place d'un sentier de découverte, destiné à permettre l'observation des espèces floristiques propres à cette partie du bocage du Nord-Cotentin ; le parcours longera une partie de la ferme éolienne.
Fondée en 1903, La Maison du biscuit est installée à Sortosville depuis 1990. Une crêperie située dans le bourg (juste à côté de La Maison du biscuit) permet une activité touristique de la commune.

## Culture locale et patrimoine

### Lieux et monuments

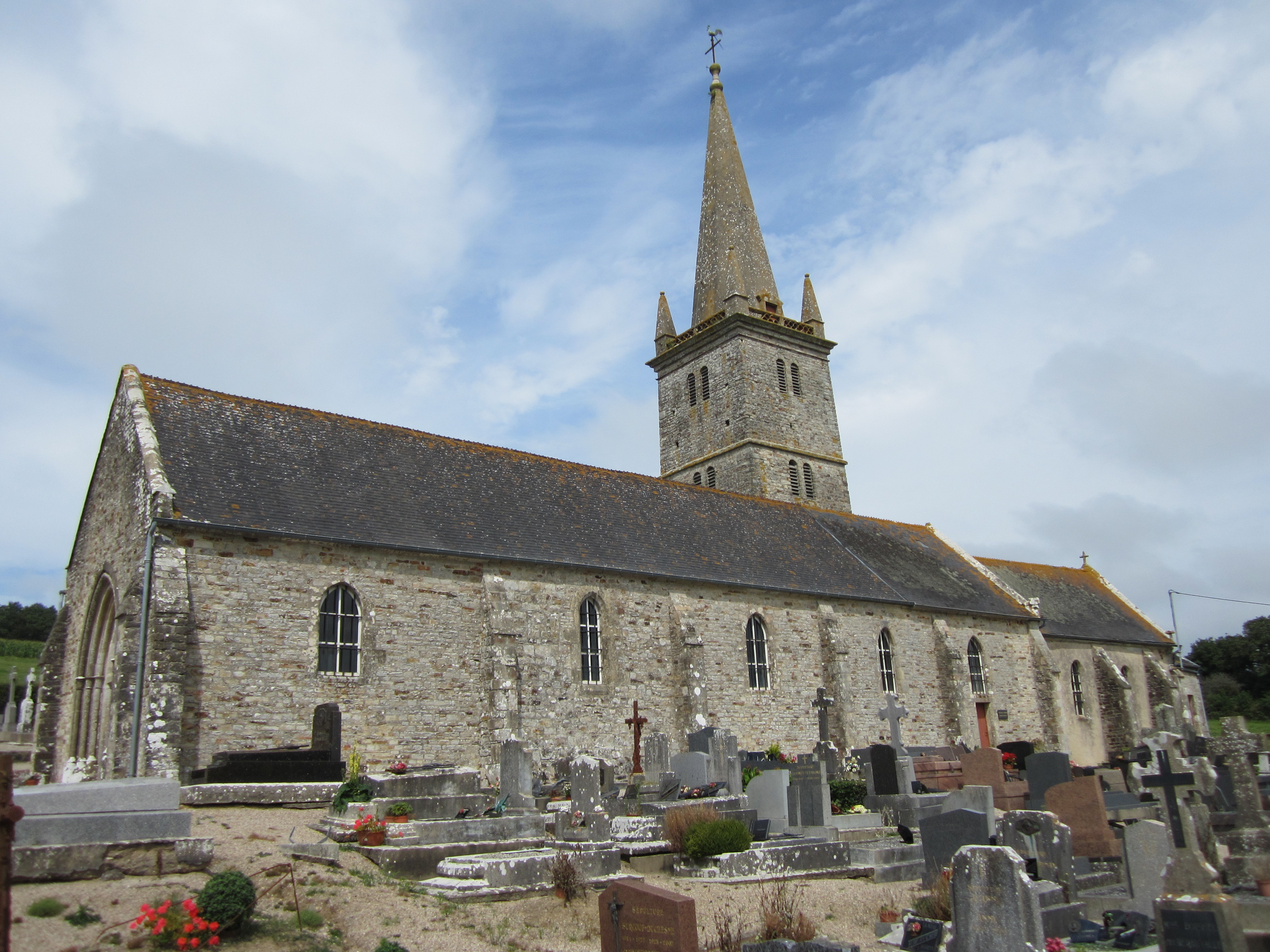
Église Saint-Georges de Sortosville-en-Beaumont.

- Église Saint-Georges des XIIe, XIXe – XIXe siècles. La nef a été prolongée au XIXe siècle. L'édifice abrite des autels latéraux avec retable du XVIIIe, un groupe sculpté éducation de la Vierge du XIXe, une Vierge à l'Enfant du XVe, une Vierge à l'Enfant assise du XVe[31].
- Manoir de Sortosville des XIVe, XVIe – XXe siècles, qui est probablement la plus ancienne construction civile de l'ancien canton de Barneville-Carteret.
- La Charbonnerie du XVIIIe siècle.
- Moulin de Vouges, ancien moulin banal.
- Vestiges de la station radar et radio-guidage installée par les Allemands dès 1940 lors de la Seconde Guerre mondiale.
- Maison du biscuit fondée en 1903, installée de nos jours dans l'ancienne laiterie.
- Parc éolien.

### Patrimoine culturel

#### Sortosville-en-Beaumont au cinéma
- 2007 : Deux Jours à tuer de Jean Becker

### Personnalités liées à la commune
Marin Surcouf (1611-1690), grand-père du corsaire Robert Surcouf de Maisonneuve, est originaire de Sortosville-en-Beaumont,.